# كينسوكي نيشيجيما
كينسوكي نیشیجیما (باليابانية: 西島 健介) (9 يونيو 1975 في كيوتو في اليابان – )؛ هو لاعب كرة قدم سابق كان يلعب كمهاجم.